# Erechthias mystacinella
Espèce
Synonymes
- Mocomedica mystacinella
- Tinea mystacinella Walker, 1864[1]

Erechthias mystacinella est une espèce de lépidoptères de la famille des Tineidae.

## Répartition
Erechthias mystacinella se rencontre en Australie notamment au Victoria, Territoire de la capitale australienne et Tasmanie.

## Description
Erechthias mystacinella a une envergure de 14 mm environ.